# Сенар
Сенарите са фискални чиновници във Втората българска държава, натоварени със събирането в натура на данък от сеното. Терминът се среща в Рилската (ред 56) и Витошката (ред 12) грамота на цар Иван Шишман (1371-1393).